# Беовизија 2022. (отказано такмичење)
Беовизија 2022. је требало да буде 11. издање фестивала Беовизија. По први пут од 2003. године, фестивал би био организован али не и коришћен за одабир српског представника на Песми Евровизије.

## Раскид сарадње са РТС-ом
Оливера Ковачевић, уредница Забавног програма РТС-а је у октобру објавила да ће се српски избор за Песму Евровизије под радним називом РТС такмичење за Песму Евровизије одржати само ако епидемијске мере владе Србије то дозволе. После ове изјаве, Саша Мирковић објављује прекид сарадње Мегатона са РТС-ом. У својој званичној изјави су нагласили да су једини власник права на Беовизију. Ово је била изјава Мегатон продукције:
„Када је фестивал настао, 2003. године, РТС није имао право да пошаље представника на Евровизију, која је такође приватан фестивал, само на европском нивоу. Први победник Беовизије је био Тоше Проески, и тада је РТС био само емитер. Када је ЕБУ дозволила РТС-у да шаље свог представника на Песму Евровизије, продукција „Мегатон“ је уз накнаду препустила лиценцу РТС-у. РТС је од тада имао задатак да селектује учеснике и чланове жирија, а ми смо радили само извршну продукцију. Тако је било дуги низ година и Беовизија је увек била леп феситвал. Након доласка Оливере Ковачевић на место уредника Забавног програма РТС-а, почели су проблеми око намештања учесника и победника Беовизије.”
Додато је и да је лиценца коју је РТС купио истекла 2020.

## Формат
Конкурс је расписан у новембру, и трајао је до 1. јануара 2022.

### Правила
Следећа правила су наведена на сајту Мегатон-а:
- Песме које се пријављују не смеју да буду јавно извођене или пријављене за неки други фестивал.
- Право да пријаве песму имали су сви извођачи и композитори који су пунолетни.
- Селекциона комисија ће одабрати 36 композиција које ће учествовати у првој и другој полуфиналној вечери.
- У финалној вечери ће учествовати 16 најбоље пласираних из полуфиналних вечери.
- О пласману  одлучује новинарски, стручни жири и публика смс гласањем.
- Прва награда је 50.000 евра, друга награда је 30.000 евра, а трећа награда је 20.000 евра.
- Све пријаве слати мејлом на
- Уз пријаву послати и демо снимак композиције.
- Након одлуке селекционе комисије сви аутори и извођачи ће бити контактирани.
- Фестивал ће бити одржан у фебруару 2022. године.
- За све детаљне информације можете да се информишете на сајту